# Lekkoatletyka na Letnich Igrzyskach Olimpijskich 1908 – bieg na 5 mil indywidualnie mężczyzn
Bieg na 5 mil był jedną z konkurencji lekkoatletycznych na letnich igrzyskach olimpijskich 1908 w Londynie, która odbyła się w dniach 15 i 18 lipca 1908. Uczestniczyło 36 zawodników z 14 krajów.

## Rekordy
Rekordy ustanowione przed rozegraniem zawodów.
| Rekord świata     | 24:33,2 | Alfred Shrubb | Londyn (GBR) | maj 1904 |
| Rekord olimpijski | 26:11,8 | Henry Hawtrey | Ateny (GRE)  | 1906     |

## Wyniki

### Runda 1
Wszystkie biegi zostały rozegrane w dniu 15 lipca. Do finału awansowali zwycięzcy swoich biegów i czterech najlepszych zawodników z drugich miejsc.
| Miejsce | Zawodnik         | Państwo             | Czas    |
| ------- | ---------------- | ------------------- | ------- |
| 1       | John Svanberg    | Szwecja             | 25:46,2 |
| 2       | Charles Hefferon | Kolonia Przylądkowa | 26:05,0 |
| 3       | George Blake     | Australazja         | b.d     |
| –       | William Coales   | Wielka Brytania     | DNF     |
| –       | Gaston Ragueneau | Francja             | DNF     |

| Miejsce | Zawodnik            | Państwo           | Czas    |
| ------- | ------------------- | ----------------- | ------- |
| 1       | Emil Voigt          | Wielka Brytania   | 26:13,4 |
| 2       | Frederick Bellars   | Stany Zjednoczone | 26:45,0 |
| 3       | Pericle Pagliani    | Włochy            | 26:56,4 |
| 4       | Kjeld Nielsen       | Dania             | 27:04,8 |
| –       | Willem Wakker       | Holandia          | DNF     |
| –       | Nikolaos Kuluberdas | Grecja            | DNF     |
| –       | Edward Dahl         | Szwecja           | DNF     |

| Miejsce | Zawodnik         | Państwo              | Czas    |
| ------- | ---------------- | -------------------- | ------- |
| 1       | Seth Landqvist   | Szwecja              | 27:00,2 |
| 2       | Edward Carr      | Stany Zjednoczone    | 27:24,4 |
| 3       | Julius Jørgensen | Dania                | 28:08,8 |
| 4       | Charles Hall     | Stany Zjednoczone    | 28:24,0 |
| 5       | Paul Nettelbeck  | Cesarstwo Niemieckie | 28:31,6 |
| –       | Wilhelmus Braams | Holandia             | DNF     |

| Miejsce | Zawodnik          | Państwo         | Czas    |
| ------- | ----------------- | --------------- | ------- |
| 1       | James Murphy      | Wielka Brytania | 25:59,2 |
| 2       | Frederick Meadows | Kanada          | 26:16,2 |
| 3       | Georg Peterson    | Szwecja         | 26:50,4 |
| 4       | Paul Lizandier    | Francja         | 27:10,8 |
| –       | Joseph Deakin     | Wielka Brytania | DNF     |
| –       | John Tait         | Kanada          | DNF     |
| –       | Jacques Keyser    | Holandia        | DNF     |

| Miejsce | Zawodnik         | Państwo           | Czas    |
| ------- | ---------------- | ----------------- | ------- |
| 1       | Archie Robertson | Wielka Brytania   | 25:50,2 |
| 2       | James Fitzgerald | Kanada            | 26:05,8 |
| 3       | Samuel Stevenson | Wielka Brytania   | 26:17,0 |
| –       | Axel Wiegandt    | Szwecja           | DNF     |
| –       | Joseph Lynch     | Australazja       | DNF     |
| –       | Arie Vosbergen   | Holandia          | DNF     |
| –       | Herbert Trube    | Stany Zjednoczone | DNF     |

| Miejsce | Zawodnik          | Państwo         | Czas    |
| ------- | ----------------- | --------------- | ------- |
| 1       | Edward Owen       | Wielka Brytania | 26:12,0 |
| 2       | William Galbraith | Kanada          | 27:23,3 |
| 3       | Arnošt Nejedlý    | Bohemia         | 28:29,8 |
| –       | Antal Lovas       | Węgry           | DNF     |

### Finał
Finał został rozegrany 18 lipca.
| Miejsce | Zawodnik          | Państwo             | Czas       |
| ------- | ----------------- | ------------------- | ---------- |
| 1       | Emil Voigt        | Wielka Brytania     | 25:11,2 OR |
| 2       | Edward Owen       | Wielka Brytania     | 25:24,0    |
| 3       | John Svanberg     | Szwecja             | 25:37,2    |
| 4       | Charles Hefferon  | Kolonia Przylądkowa | 25:44,0    |
| 5       | Archie Robertson  | Wielka Brytania     | 26:13,0    |
| 6       | Frederick Meadows | Kanada              | 26:16,2    |
| 7       | James Fitzgerald  | Kanada              | b.d        |
| 8       | Frederick Bellars | Stany Zjednoczone   | b.d        |
| 9       | Seth Landqvist    | Szwecja             | b.d        |
| –       | James Murphy      | Wielka Brytania     | DNF        |